# David Smith (Kanute)
David William „Dave“ Smith, OAM (* 13. Februar 1987 in Shellharbour City) ist ein ehemaliger australischer Kanute und Olympiasieger.

## Karriere
David Smith nahm an zwei Olympischen Spielen teil. Seine erste Teilnahme erfolgte anlässlich der Olympischen Spiele 2008 in Peking, bei denen er auf der 1000-Meter-Strecke im Vierer-Kajak antrat. Die Mannschaft schied dabei als Letzte ihres Vorlaufs und auch ihres Halbfinallaufs aus. Vier Jahre darauf gehörte Smith in London neben Tate Smith, Jacob Clear und Murray Stewart erneut zum australischen Aufgebot im Vierer-Kajak. Nach einem dritten Rang im Vorlauf qualifizierten die Australier sich dank eines Siegs im Halbfinale für den Endlauf. Diesen beendeten sie nach 2:55,085 Minuten auf dem ersten Platz vor dem ungarischen Vierer-Kajak und der tschechischen Mannschaft und wurden damit Olympiasieger. Außerdem ging Smith zusammen mit Ken Wallace im Zweier-Kajak auf der 1000-Meter-Distanz an den Start. Sie verpassten als Zweite ihres Vorlaufs die direkte Qualifikation für das Finale, gelangten aber als Zweite ihres Halbfinallaufs noch in den Endlauf. Dort belegten sie mit einer Laufzeit von 3:11,456 Minuten den vierten Platz und verpassten mit einem Rückstand von 1,3 Sekunden auf die drittplatzierten Deutschen Andreas Ihle und Martin Hollstein knapp einen Medaillengewinn.
Smith war auch bei Weltmeisterschaften erfolgreich. 2009 wurde er in Dartmouth im Zweier-Kajak über 1000 Meter Vizeweltmeister. Mit dem Vierer-Kajak auf der 1000-Meter-Strecke sicherte er sich 2011 in Szeged die Silbermedaille und belegte 2013 in Duisburg den dritten Platz.
Für seinen Olympiasieg erhielt Smith 2014 die Medal of the Order of Australia.